# Lugny, Aisne
Lugny är en kommun i departementet Aisne i regionen Hauts-de-France i norra Frankrike. Kommunen ligger  i kantonen Vervins som ligger i arrondissementet Vervins. År 2022 hade Lugny 118 invånare.

## Befolkningsutveckling
Antalet invånare i kommunen Lugny
Referens: INSEE